# Bittium
Bittium är ett släkte av snäckor som beskrevs av Gray 1847. Bittium ingår i familjen Cerithiidae.

## Dottertaxa tillBittium, i alfabetisk ordning[1][2]
- Bittium alternatum
- Bittium arenaense
- Bittium armillatum
- Bittium asperum
- Bittium attenuatum
- Bittium bartolomensis
- Bittium catalinense
- Bittium cerralvoense
- Bittium challisae
- Bittium eschrichtii
- Bittium fastigiatum
- Bittium fetellum
- Bittium inornatum
- Bittium interfossum
- Bittium johnstonae
- Bittium larum
- Bittium mexicanum
- Bittium munitum
- Bittium nicholsi
- Bittium oldroydae
- Bittium paganicum
- Bittium perparvulum
- Bittium quadrifilatum
- Bittium reticulatum
- Bittium sanjuanense
- Bittium santamariensis
- Bittium serra
- Bittium subplanatum
- Bittium tumidum
- Bittium vancouverense
- Bittium varium